# 弗亞島

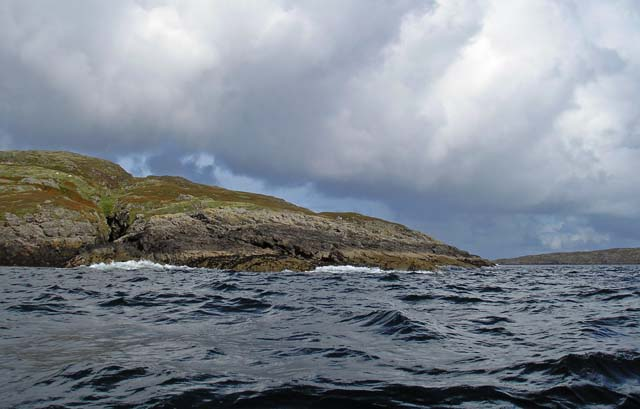

弗亞島是蘇格蘭的島嶼，位於赫利賽島西南1.5公里的大西洋海域，屬於外赫布里底群島的一部分，面積0.84平方公里，最高點海拔高度107米，島上無人居住。
56°59′46″N 7°22′7″W / 56.99611°N 7.36861°W